# Ulica Zielna w Krakowie
Ulica Zielna – ulica w Krakowie, w dzielnicy VIII Dębniki. Historycznie jedna z ważniejszych ulic w tej części miasta łącząca Krzemionki Zakrzowskie z historyczną dzielnicą Dębniki w okolicach ul. Dębowej. Na jej miejscu w 1973 powstała ul. Monte Cassino. Z historycznej ul. Zielnej pozostały jedynie fragmenty w jej zachodniej części – w większej części jest to droga polna prowadząca wzdłuż zalewu Zakrzówek.
Nazwa ulicy została nadana w 1912 i związana jest z jej ówczesnym podmiejskim przebiegiem wśród zieleni.